# Exportsubvention
Exportsubventionen sind staatliche Leistungen für Warenexporte, um sonst nicht konkurrenzfähige Waren auf dem Weltmarkt wettbewerbsfähig zu machen. Es handelt sich um ein Außenhandelsinstrument. Im Zusammenhang mit den Exportsubventionen der EU spricht man von Exportbeihilfe oder Exporterstattung.

## Alternative Definition
Exportsubventionen sind staatliche Zuschüsse an einheimische Unternehmen oder Einzelpersonen, die ein Gut ans Ausland liefern. Ziel ist, preisgünstigere Exporte zu ermöglichen. Somit werden die Exporteure in die Lage versetzt, dass sie gegenüber ihren Konkurrenten auf den Exportmärkten wettbewerbsfähiger auftreten können. Derartige Zuschüsse sind oftmals mit dem wirtschaftspolitischen Ziel verbunden, im Inland Produktion und Beschäftigung anzuregen bzw. zu erhalten. Solche Subventionen verstoßen gegen die internationalen Wettbewerbsregeln des GATT (Allgemeines Zoll- und Handelsabkommen).
Der Begriff Ausfuhrerstattung bezeichnet eine Exportsubvention für bestimmte landwirtschaftliche Güter im Rahmen des EU-Marktordnungsrecht.

## Effekte einer Exportsubvention auf die Terms of Trade
Es wurden bestimmte Verhaltensmuster beobachtet, dass Staaten eine Präferenz für inländische Güter haben. Die USA geben etwa 90 Prozent ihres Einkommens für inländische Güter aus und nur etwa 10 Prozent für Importe. Solche Verhaltensweisen werden auch durch Handelsbarrieren hervorgerufen. Die beiden wichtigsten künstlichen Handelshemmnisse sind Importzölle und Exportsubventionen. Das entscheidende ist, dass sie eine Differenz zwischen dem Marktpreis im Inland (Binnenpreise, interne Preise) und dem Preis zu denen Güter auf dem Weltmarkt gehandelt werden (Außenpreise, externe Preise) erzeugen. Somit muss eine sorgfältige Definition der Terms of Trade erfolgen. Die Terms of Trade messen, zu welcher Rate das Inland Güter mit dem Ausland austauschen kann. Sie bemessen sich daher nach den Außen, – nicht nach den Binnenpreisen. Deshalb geht es bei der Analyse von Exportsubventionen um den Effekt des relativen Angebots als Funktion externer Preise.
Subventionen werden oftmals mit Zöllen als ähnliche politische Maßnahme gleichgesetzt, weil beide den inländischen Produzenten helfen. Jedoch haben beide Instrumente gegensätzliche Effekte auf die Terms of Trade. Angenommen, das Inland zahlt eine Subvention von 30 Prozent auf Textilexporte. Somit erhöht sich der relative Preis von Kleidung gegenüber Lebensmitteln im Inland um 30 Prozent. Das veranlasst die Produzenten im Inland dazu, mehr Textilien herzustellen und weniger Lebensmittel zu produzieren.
Die Abbildung zeigt, dass eine Subvention das relative Weltangebot an Kleidung erhöht (von RS auf RS') und die relative Weltnachfrage nach Kleidung senkt (von RD auf RD'). Eine Exportsubvention verschlechtert somit die inländischen Terms of Trade und verbessert die des Auslandes.

## Theorie einer Exportsubvention
Durch eine vom Staat zur Verfügung gestellte Exportsubvention exportieren die Anbieter das Gut so lange, bis sein Binnenpreis den Auslandspreis übersteigt. Eine Subvention kann entweder nach Menge oder nach Wert bestimmt sein.
Welche Auswirkungen eine Exportsubvention mit sich bringt verdeutlicht die folgende Abbildung.
Im Exportland steigt der Preis von PW auf PS und im Importland fällt er von PW auf PS'. Somit fällt die Preiserhöhung geringer aus als die Subvention. Die Konsumenten sind im Exportland schlechter gestellt, die Produzenten dagegen gewinnen und der Staat ist eindeutig der Verlierer, da er für die Subvention aufkommen muss. Eine Exportsubvention zeigt also, dass sie einen Wohlfahrtsverlust erzeugt (Fläche b+d+e+f+g) und die Kosten für die Konsumenten den Nutzen weit übersteigen.

## Internationale Regelungen
Eine Reihe von internationalen Übereinkünften begrenzen die Möglichkeiten der Staaten, Exportsubventionen zu vergeben. Vor allem ist hier GATT zu nennen. Die Uruguay-Runde führte zu einer deutlichen Reduzierung der Exportsubventionen. An der WTO-Ministerkonferenz 2015 wurde beschlossen, Exportsubventionen abzuschaffen.

## Exportsubventionen in der EU
Die Ausfuhrförderungspolitik im Außenhandelsbereich ist Teil der Gemeinsamen Handelspolitik im Rahmen des Art.\,133 EG geworden, nachdem die Mitgliedstaaten ihre Verpflichtung zur Vereinheitlichung der Ausfuhrbeihilfensysteme aus dem EG-Vertrag in der Übergangszeit (bis 1970) nicht eingehalten haben. Zentrales Instrument der Exportsubventionen sind die Ausfuhrerstattungen der EU.

### Die Agrarpolitik der Europäischen Union
Ein höchst umstrittenes Thema (siehe das Schlagwort Agrardumping) ist die Gemeinsame Agrarpolitik der Europäischen Union (GAP) (siehe Agrarmarktordnung). Die heutige EU ist handelspolitisch von großer Bedeutung. Sie hat einerseits alle Zollschranken abgeschafft und ist andererseits auf dem Gebiet der Landwirtschaft zu einem enormen Exportsubventionsprojekt herangewachsen. Dieses Projekt ist nach den 1970er Jahren entstanden, da durch die in Brüssel festgelegten Mindestpreise, mehr Agrarprodukte hergestellt wurden, als die Konsumenten bereit waren zu kaufen. Somit kaufte die EG große Mengen Lebensmittel auf und damit die Lagermengen nicht zu hoch wurden, subventionierte sie den Export dieser Güter.
Die folgende Abbildung zeigt, dass der Mindestpreis oberhalb des Weltmarktpreises liegt und oberhalb des Preises, der sich ohne Importe aus Angebot und Nachfrage ergeben würde. Damit der erzeugte Überschuss exportiert wird, wird eine Exportsubvention gewährt. Diese gleicht den Unterschied zwischen dem europäischen und dem Weltmarktpreis aus. Allerdings wirken die subventionierten Exporte negativ auf den Weltpreis und die Subventionen steigen erneut.

### Umfang und Erstattung
Die Zahlung der Ausfuhrerstattungen geschieht durch die Mitgliedsländer und deren in ihren Ausfuhrerstattungsverordnungen bestimmten Behörden. In Deutschland ist dies die Zollverwaltung, bzw. das Hauptzollamt Hamburg-Jonas.
Im Jahr 2009 wurden von diesem Hauptzollamt Ausfuhrerstattungen in Höhe von 51.939.437 € gezahlt. Rund 20,7 Millionen € entfielen dabei auf Milch- und Milcherzeugnisse.
Im Zuge der Reformen der Gemeinsamen Agrarpolitik der EU wurden die Ausfuhrerstattungen für landwirtschaftliche Produkte bis zum Jahr 2014 vollständig abgeschafft.

### Exportsubventionen für Zucker
Ein weiteres Kernelement der Subventionen ist die Europäische Zuckermarktordnung. Heute kann das Zuckerregime allerdings nicht mehr ohne Exportsubventionen überleben. In den Jahren 2004/05 fielen die Produktionskontingente ab und es kam zu wichtigen Reformen in diesem Bereich. Die Zuckerfabriken wurden neustrukturiert, da die Zuckerproduktion in der EU reduziert wurde. Ebenfalls gewährte man eine Preisunterstützung von 36 Prozent in einer Phase von über 4 Jahren. Landwirte bekamen eine Ausgleichszahlung von 64,2 Prozent der Preissenkung. Fonds wurden verkauft, um Produktionsanteile auszusondern. Der EU-Agrar-Kommissar Franz Fischler (1995–2004) hat sich bereiterklärt, bis 2013 alle Exportsubventionen abzuschaffen, damit diese enormen Kosten reduziert werden. Dennoch ist der europäische Schutz für den Zuckermarkt hoch. Der Importzoll soll auf 36 Prozent reduziert werden, liegt dabei aber noch auf einer beträchtlichen Höhe. Damit die Entwicklungsländer (vor allem die AKP-Staaten (Afrika, Karibik, Pazifik)) einen Wettbewerbsvorteil im Handel mit der EU und anderen Entwicklungsländern (zum Beispiel Brasilien, dem weltgrößten Zuckerexporteur) erzielen können, gibt es eine „Alles außer Waffen“-Vereinbarung mit der Europäischen Union. Sie erhalten einen Zollfreibetrag und durch die Verringerung der Importzölle werden die Zuschüsse von existierenden Handelsvorlieben für die AKP-Länder reduziert.
Menschenrechtler kritisieren, dass diese Vereinbarung in Kambodscha dazu geführt hat, dass Zuckerkonzerne Kleinbauern von ihrem Land vertrieben haben.

### Sonstige Branchen
Weitere Bereiche wären die Lebensmittelexporte wie zum Beispiel Rindfleisch, Schweinefleisch oder Geflügel. Andere Branchen sind der Schiffbau, die Stahlindustrie und Hochtechnologiebereiche (Beispiele sind die Mikroelektronik, Gentechnik oder Kommunikationstechniken).

## In den USA
Auch in den USA bestehen umfangreiche Exportsubventionen, insbesondere für Agrarprodukte. Das wichtigste Exportsubventionsprogramm der USA ist das Export Enhancement Program (EEP) sowie das Dairy Export Incentive Program (DEIP) mit einem Volumen von über einer Milliarde US-Dollar.